# IC 4970
IC 4970(LEDA 64415)는 공작자리에 위치한 상호작용은하이다. NGC 6872와 상호 작용을 한다. 지구에서 약 2억 1,200만 광년 떨어져 있으며, 1900년 9월 21일, 미국 천문학자인 드라일 스튜어트에 의해 발견되었다.

## 갤러리

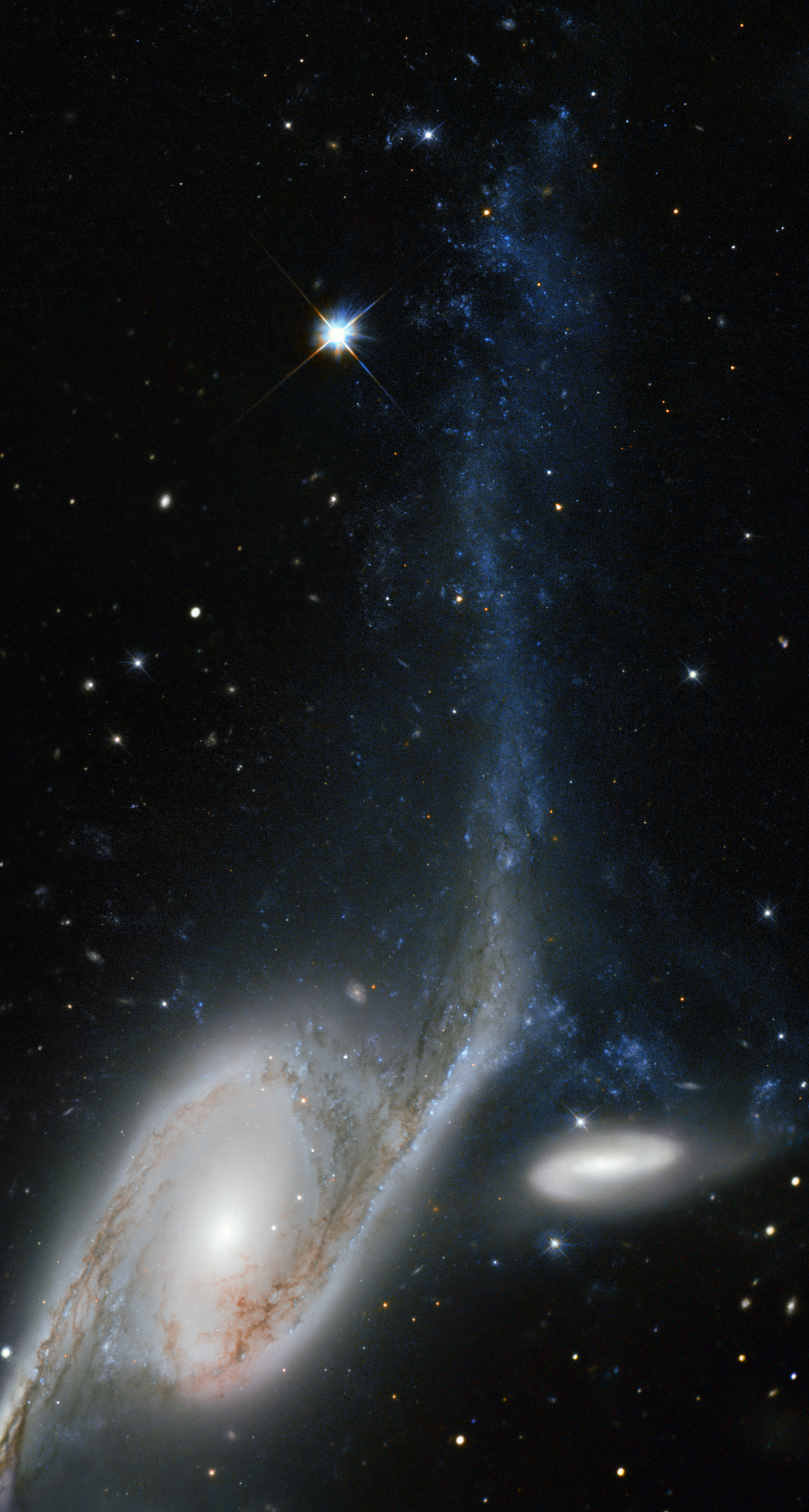
NGC 6872와 IC 4970

## 같이 보기
- 콘도르 은하
- 상호작용은하